# Бюсси-ан-От
Бюсси-ан-От (фр. Bussy-en-Othe) — коммуна департамента Йонна региона Бургундия — Франш-Конте во Франции.
Расположена в 130 км от Парижа, в 140 км от Дижона и в 25 км от Осера.
В коммуне расположен женский православный монастырь в честь Покрова Пресвятой Богородицы.